# Stella Sigcau
Stella Sigcau, född den 4 januari 1937, död den 7 maj 2006, var premiärminister i Transkei 1987. 